# Pseudodistoma australe
Pseudodistoma australe är en sjöpungsart som beskrevs av Kott 1957. Pseudodistoma australe ingår i släktet Pseudodistoma och familjen Pseudodistomidae. Inga underarter finns listade i Catalogue of Life.